# Rich Chernomaz
Rich Chernomaz (Selkirk, 1963. szeptember 1. –) világbajnoki bronzérmes kanadai válogatott jégkorongozó.

## Pályafutása
Chernomaz 1963-ban született, Selkirk városában, Kanadában. 1979 és 1983 között négy szezont töltött Western Hockey League-ben a Saskatoon Blades és a Victoria Cougars csapataiban, mígnem az NHL-es Colorado Rockies csapata szerződtette, amellyel az NHL-ben 1981 telén debütált. Chernomaz 1995-ben bekerült a kanadai válogatott világbajnokságra utazó keretébe, amellyel a tornán bronzérmet szerzett. Chernomaz profi pályafutását Németországban fejezte be, és pályafutása után ott vállalt edzői feladatokat. 2013-tól 2017 májusáig ő volt a magyar válogatott szövetségi kapitánya.

## Fordítás
- Ez a szócikk részben vagy egészben  a   Rich Chernomaz című német Wikipédia-szócikk fordításán alapul.  Az eredeti cikk szerkesztőit annak laptörténete sorolja fel. Ez a jelzés csupán a megfogalmazás eredetét és a szerzői jogokat jelzi, nem szolgál a cikkben szereplő információk forrásmegjelöléseként.